# Paul Atterbury
Pour les articles homonymes, voir Atterbury.
Paul Atterbury (né en 1945) est un antiquaire britannique, probablement surtout connu pour ses nombreuses apparitions depuis 1979 sur l'émission de la BBC Antiques Roadshow..

## Biographie
Le fils unique de Rowley Atterbury et de la marionnettiste Audrey Atterbury (née Holman) (1921-1997), qui a travaillé dans les années 1950 sur Andy Pandy de la BBC et qui, dit-on, a basé l'apparence du personnage sur celle de son fils. Paul Atterbury se spécialise dans l'art, l'architecture, le design et les arts décoratifs des XIXe et XXe siècles. Graphiste de formation, il a ensuite étudié l'histoire de l'art à l'université d'East Anglia et continué à travailler pour Sotheby Publications. Il est devenu un conseiller historique pour Royal Doulton et fut le rédacteur en chef du magazine Connoisseur de 1980 à 1981.
Atterbury vit à Eype dans le Dorset.